# Dingir

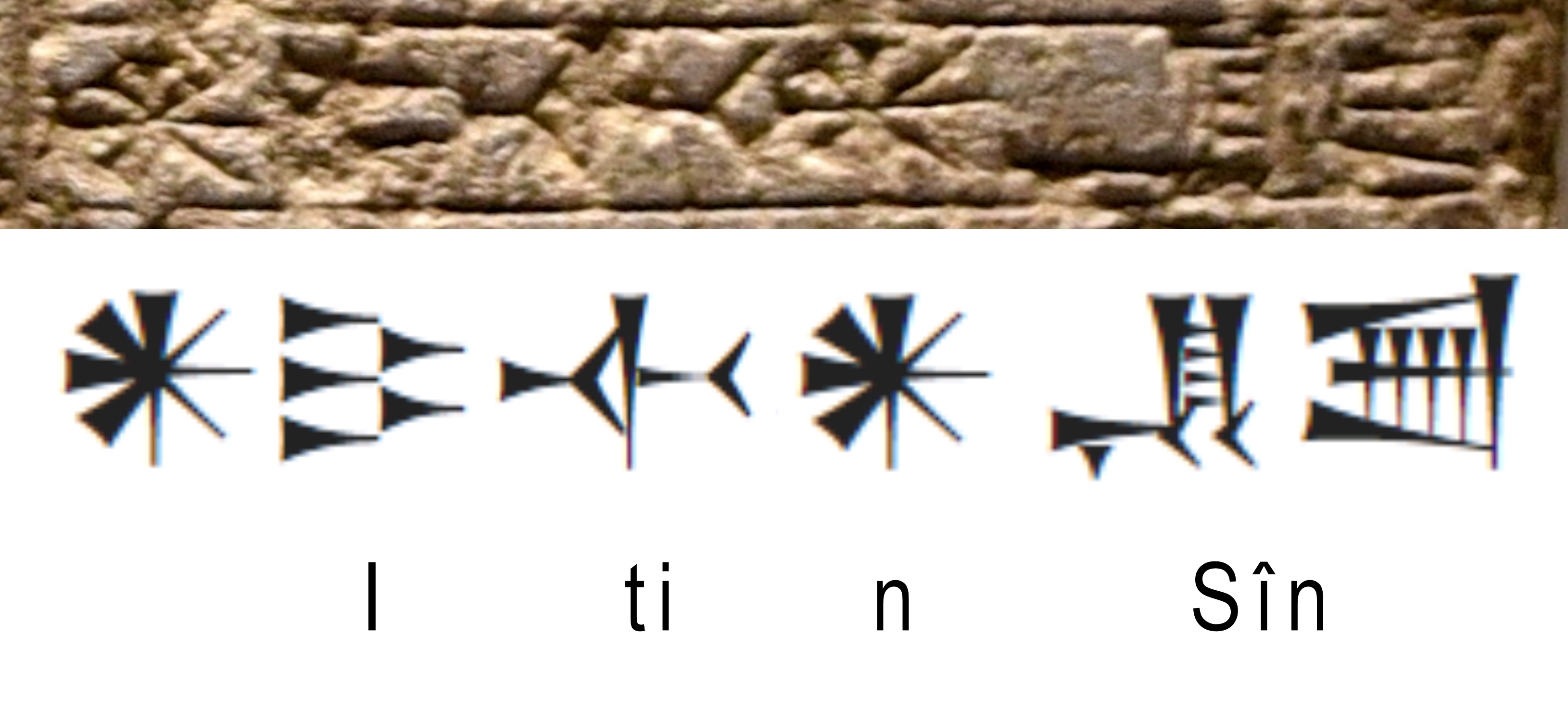
Tên của vị vua Simurrum "Iddin-Sin" (𒀭𒄿𒋾𒀭𒂗𒍪, I-ti-n Sîn) với kính ngữ câm "Dingir" 𒀭 nghĩa là "Thần". Biểu tượng ngôi sao 𒀭, cũng có thể được phát âm là "An", được sử dụng một lần nữa ở giữa của tên, nhưng biểu thị âm thanh "n". Bia trong Bảo tàng Sulaymaniyah, Iraq.

Dingir (𒀭, thường được phiên âm là DIĜIR, Phát âm tiếng Sumer: [tiŋiɾ]) là một từ tiếng Sumer có nghĩa là "thần." Kí hiệu chữ hình nêm của nó được sử dụng phổ biến như định ngữ cho các tên và khái niệm tôn giáo, và trong trường hợp đó nó không được phát âm và được phiên âm quy ước là "D" như trong ví dụ DInanna.
Bản thân kí hiệu chữ hình nêm ban đầu là một chữ tượng hình cho từ tiếng Sumer an ("trời" hoặc "thiên đường"); cách dùng của nó sau đó được mở rộng thành chữ tượng hình cho từ diĝir ("thần" hoặc nữ thần)  và vị thần tối cao của tôn giáo Sumer An, và là kí âm cho âm tiết /an/. Tiếng Akkad thừa hưởng tất cả các cách dùng trên và thêm vào một cách viết chữ tượng hình cho từ bản địa ilum (Tiếng Akkad: "Thần") và từ đó thêm một cách kí âm cho âm tiết /il/. Trong ngôn ngữ Hittite, kí hiệu này chỉ kí âm cho /an/.
Khái niệm "thần tính" trong tiếng Sumer có liên quan mật thiết với thiên đàng, được thể hiện ở việc kí hiệu hình nêm của nó cũng được dùng như chữ tượng hình cho "trời" và hình dạng ban đầu của nó là hình ngôi sao.

## Kí hiệu chữ hình nêm

### Sumer
Kí hiệu Sumer DIĜIR  có nguồn gốc như một tượng hình văn tự hình ngôi sao để chỉ một vị thần nói chung, hoặc vị thần Sumer tối cao An. Dingir cũng có nghĩa là bầu trời hoặc thiên đường trái ngược với ki có nghĩa là mặt đất. Phát âm tiếng Sumer của nó là dimer.
Số nhiều của diĝir có thể là diĝir-diĝir. 

### Assyria
Kí hiệu tiếng Assyria DIĜIR có thể có nghĩa là:
- tiền tố tiếng Akkad il- có nghĩa là "thần" hay "nữ thần", có nguồn gốc từ tiếng Semit ʾil-
- thần Anum
- từ Akkad šamû có nghĩa là "bầu trời"
- các âm tiết an và il
- một giới từ có nghĩa là "tại" hoặc "đến"
- một định ngữ chỉ ra rằng từ tiếp theo là tên của một vị thần

Theo một cách giải thích, DINGIR cũng có thể đề cập đến một tu sĩ hoặc nữ tư tế mặc dù có những từ Akkad khác ēnu và ēntu cũng được dịch là tu sĩ và nữ tư tế. Ví dụ, nin-dingir (nàng-thần) có nghĩa là một nữ tư tế nhận thức ăn tại đền thờ Enki ở thành Eridu.

### Mã hóa kỹ thuật số
Dấu hiệu chữ hình nêm được mã hóa bằng Unicode (kể từ phiên bản 5.0) dưới tên AN tại U+1202D 𒀭.